# Mùa bão Tây Bắc Thái Bình Dương 2009
Mùa bão Tây Bắc Thái Bình Dương 2009 là một sự kiện mà theo đó các xoáy thuận nhiệt đới hình thành ở vùng phía tây bắc của Thái Bình Dương. Mùa bão sẽ kéo dài trong suốt năm 2009 với phần lớn các cơn bão hình thành từ tháng 5 đến tháng 11. Bài viết này chỉ đề cập đến các cơn bão hình thành trong phạm vi của Thái Bình Dương ở Bắc Bán Cầu và từ kinh tuyến 100 đến 180 độ. Trong khu vực tây bắc Thái Bình Dương, có 2 cơ quan khí tượng hoạt động độc lập nhau, nên một cơn bão có thể có 2 tên gọi khác nhau. JMA sẽ đặt tên cho một cơn bão khi sức gió duy trì trong vòng 10 phút đạt ít nhất 65 km/h, (40 mph) bất kỳ nơi đây trong vùng đã đề cập trên. Trong Khi đó, PAGASA sẽ đặt tên cho một cơn bão khi nó hình thành từ một áp thấp nhiệt đới trong phạm vi giám sát của họ giữa 135°Đ và 115°Đ và giữa 5°B-25°B thậm chí JMA đã đặt tên cho nó. Các áp thấp nhiệt đới được JTWC theo dõi và đặt tên có ký tự "W" phía trước một con số.

## Các cơn bão

### Áp thấp nhiệt đới Auring
Cấp bão (Việt Nam): cấp 6 ~ cấp 7 - áp thấp nhiệt đới.
Cấp bão (Nhật Bản): 25 hải lý / 1 giờ - áp thấp nhiệt đới. Áp suất:1004 mbar (hPa).
Cấp bão (Hoa Kỳ): <25 hải lý / 1 giờ - vùng đối lưu nhiệt đới mức cao (Lốc xoáy nhiệt đới đang hình thành).

### Áp thấp nhiệt đới Bising
Cấp bão (Việt Nam): không cảnh báo.
Cấp bão (Nhật Bản): không cảnh báo.
Cấp bão (Hoa Kỳ): không cảnh báo.
Cấp bão (Philippine): 25 hải lý / 1 giờ - áp thấp nhiết đới

### Áp thấp nhiệt đới Crising
Cấp bão (Việt Nam): cấp 6 ~ cấp 7 - áp thấp nhiệt đới.
Cấp bão (Nhật Bản): không cảnh báo.
Cấp bão (Hoa Kỳ): vùng đối lưu nhiệt đới mức cao (lốc xoáy nhiệt đới đang hình thành).
Cấp bão (Philippine): 30 hải lý / 1 giờ - áp thấp nhiệt đới.

### Bão Kujira (Dante)
Cấp bão (Việt Nam): cấp 13 ~ cấp 14 - bão cuồng phong.
Cấp bão (Nhật Bản): 85 hải lý / 1 giờ - bão cuồng phong. Áp suất:940 mbar (hPa).
Cấp bão (Hoa Kỳ): 115 hải lý / 1 giờ - bão cuồng phong cấp 4.

### Bão Chan-hom (Emong) (Bão số 1)
Cấp bão (Việt Nam): cấp 12 ~ cấp 13 - bão cuồng phong.
Cấp bão (Nhật Bản): 65 hải lý / 1 giờ - bão cuồng phong. Áp suất:975 mbar (hPa).
Cấp bão (Hoa Kỳ): 90 hải lý / 1 giờ - bão cuồng phong cấp 2.

### Bão Linfa (Bão số 2)
Cấp bão (Việt Nam): cấp 11 ~ cấp 12 - bão nhiệt đới dữ dội.
Cấp bão (Nhật Bản): 60 hải lý / 1 giờ - bão nhiệt đới dữ dội. Áp suất:975 mbar (hPa).
Cấp bão (Hoa Kỳ): 75 hải lý / 1 giờ - bão cuồng phong cấp 1.

### Bão Nangka (Feria) (Bão số 3)
Cấp bão (Việt Nam): cấp 8 ~ cấp 9 - bão nhiệt đới.
Cấp bão (Nhật Bản): 40 hải lý / 1 giờ - bão nhiệt đới. Áp suất:994 mbar (hPa).
Cấp bão (Hoa Kỳ): 45 hải lý / 1 giờ - bão nhiệt đới.

### Bão Soudelor (Gorio) (Bão số 4)
Cấp bão (Việt Nam): cấp 8 - bão nhiệt đới.
Cấp bão (Nhật Bản): 35 hải lý / 1 giờ - bão nhiệt đới. Áp suất:992 mbar (hPa).
Cấp bão (Hoa Kỳ): 35 hải lý / 1 giờ - bão nhiệt đới.

### Áp thấp nhiệt đới 06W (Huaning)
Cấp bão (Việt Nam): cấp 7 - áp thấp nhiệt đới.
Cấp bão (Nhật Bản): 30 hải lý / 1 giờ - áp thấp nhiệt đới. Áp suất:1000 mbar (hPa).
Cấp bão (Hoa Kỳ): 30 hải lý / 1 giờ - áp thấp nhiệt đới.

### Bão Molave (Isang) (Bão số 5)
Cấp bão (Việt Nam): cấp 12 ~ cấp 13 - bão cuồng phong.
Cấp bão (Nhật Bản): 65 hải lý / 1 giờ - bão cuồng phong. Áp suất:975 mbar (hPa).
Cấp bão (Hoa Kỳ): 65 hải lý / 1 giờ - bão cuồng phong cấp 1.

### Bão Goni (Jolina) (Bão số 6)
Cấp bão (Việt Nam): cấp 8 ~ cấp 9 - bão nhiệt đới.
Cấp bão (Nhật Bản): 40 hải lý / 1 giờ - bão nhiệt đới. Áp suất:988 mbar (hPa).
Cấp bão (Hoa Kỳ): 45 hải lý / 1 giờ - bão nhiệt đới.

### Bão Morakot (Kiko)
Atsani là tên thay thế của Morakot.
Cấp bão (Việt Nam): cấp 13 - bão cuồng phong.
Cấp bão (Nhật Bản): 75 hải lý / 1 giờ - bão cuồng phong. Áp suất:945 mbar (hPa).
Cấp bão (Hoa Kỳ): 80 hải lý / 1 giờ - bão cuồng phong cấp 1.

### Bão Etau
Cấp bão (Việt Nam): cấp 8 ~ cấp 9 - bão nhiệt đới.
Cấp bão (Nhật Bản): 40 hải lý / 1 giờ - bão nhiệt đới. Áp suất:992 mbar (hPa).
Cấp bão (Hoa Kỳ): 40 hải lý / 1 giờ - bão nhiệt đới.

### Áp thấp nhiệt đới Maka
Cấp bão (Việt Nam): cấp 7 - áp thấp nhiệt đới.
Cấp bão (Nhật Bản): 30 hải lý / 1 giờ - áp thấp nhiệt đới. Áp suất:1006 mbar (hPa).
Cấp bão (Hoa Kỳ): 30 hải lý / 1 giờ - áp thấp nhiệt đới (45 hải lý / 1 giờ - bão nhiệt đới Maka, tại Trung tâm Thái Bình Dương).

### Bão Vamco
Cấp bão (Việt Nam): cấp 16 - bão cuồng phong.
Cấp bão (Nhật Bản): 100 hải lý / 1 giờ - bão cuồng phong. Áp suất:930 mbar (hPa).
Cấp bão (Hoa Kỳ): 130 hải lý / 1 giờ - siêu bão cấp 4.

### Bão Krovanh
Cấp bão (Việt Nam): cấp 12 - bão nhiệt đới dữ dội.
Cấp bão (Nhật Bản): 60 hải lý / 1 giờ - bão nhiệt đới dữ dội. Áp suất:975 mbar (hPa).
Cấp bão (Hoa Kỳ): 65 hải lý / 1 giờ - bão cuồng phong cấp 1.

### Áp thấp nhiệt đới 02C
Cấp bão (Việt Nam): cấp 7 - áp thấp nhiệt đới.
Cấp bão (Nhật Bản): 30 hải lý / 1 giờ - áp thấp nhiệt đới. Áp suất:1004 mbar (hPa).
Cấp bão (Hoa Kỳ): 30 hải lý / 1 giờ - áp thấp nhiệt đới.

### Bão Dujuan (Labuyo)
Cấp bão (Việt Nam): cấp 10 - bão nhiệt đới dữ dội.
Cấp bão (Nhật Bản): 50 hải lý / 1 giờ - bão nhiệt đới dữ dội. Áp suất:980 mbar (hPa).
Cấp bão (Hoa Kỳ): 50 hải lý / 1 giờ - bão nhiệt đới.

### Áp thấp nhiệt đới JMA TD 20
Cấp bão (Việt Nam): cấp 6 ~ cấp 7 - áp thấp nhiệt đới.
Cấp bão (Nhật Bản): 25 hải lý / 1 giờ - áp thấp nhiệt đới. Áp suất:1000 mbar (hPa).
Cấp bão (Hoa Kỳ): <25 hải lý / 1 giờ - vùng đối lưu nhiệt đới mức cao (lốc xoáy nhiệt đới đang hình thành).

### Bão Mujigae (Maring) (Bão số 7)
Cấp bão (Việt Nam): cấp 8 - bão nhiệt đới.
Cấp bão (Nhật Bản): 40 hải lý / 1 giờ - bão nhiệt đới. Áp suất:994 mbar (hPa).
Cấp bão (Hoa Kỳ): 30 hải lý / 1 giờ - áp thấp nhiệt đới.

### Bão Koppu (Nando) (Bão số 8)
Cấp bão (Việt Nam): cấp 12 ~ cấp 13 - bão cuồng phong.
Cấp bão (Nhật Bản): 65 hải lý / 1 giờ - bão cuồng phong. Áp suất:975 mbar (hPa).
Cấp bão (Hoa Kỳ): 75 hải lý / 1 giờ - bão cuồng phong cấp 1.

### Bão Choi-wan
Cấp bão (Việt Nam): cấp 16 ~ cấp 17 - bão cuồng phong.
Cấp bão (Nhật Bản): 105 hải lý / 1 giờ - bão cuồng phong. Áp suất:915 mbar (hPa).
Cấp bão (Hoa Kỳ): 140 hải lý / 1 giờ - siêu bão cấp 5.

### Bão Ketsana (Ondoy) (Bão số 9)
Cấp bão (Việt Nam): cấp 13 - bão cuồng phong.
Cấp bão (Nhật Bản): 80 hải lý / 1 giờ - bão cuồng phong. Áp suất:960 mbar (hPa).
Cấp bão (Hoa Kỳ): 90 hải lý / 1 giờ - bão cuồng phong cấp 2. BÃO khi vào đất liền thực ra nó mạnh áp sát bờ biển cấp 11-12 giật cấp 13 nó bị dự báo lệch xuống nam thay vì dự kiến vào Quảng Trị

### Áp thấp nhiệt đới 18W
Cấp bão (Việt Nam): cấp 7 - áp thấp nhiệt đới.
Cấp bão (Nhật Bản): 30 hải lý / 1 giờ - áp thấp nhiệt đới. Áp suất:1000 mbar (hPa).
Cấp bão (Hoa Kỳ): 30 hải lý / 1 giờ - áp thấp nhiệt đới.

### Bão Parma (Pepeng) (Bão số 10)
Cấp bão (Việt Nam): cấp 15 ~ cấp 16 - bão cuồng phong.
Cấp bão (Nhật Bản): 100 hải lý / 1 giờ - bão cuồng phong. Áp suất:930 mbar (hPa).
Cấp bão (Hoa Kỳ): 135 hải lý / 1 giờ - siêu bão cấp 4.

### Bão Melor (Quedan)
Cấp bão (Việt Nam): cấp 17 - bão cuồng phong.
Cấp bão (Nhật Bản): 110 hải lý / 1 giờ - bão cuồng phong. Áp suất:910 mbar (hPa).
Cấp bão (Hoa Kỳ): 150 hải lý / 1 giờ - siêu bão cấp 5.

### Bão Nepartak
Cấp bão (Việt Nam): cấp 8 ~ cấp 9 - áp thấp nhiệt đới.
Cấp bão (Nhật Bản): 45 hải lý / 1 giờ - bão nhiệt đới. Áp suất:992 mbar (hPa).
Cấp bão (Hoa Kỳ): 55 hải lý / 1 giờ - bão nhiệt đới.

### Bão Lupit (Ramil)
Cấp bão (Việt Nam): cấp 16 ~ cấp 17 - bão cuồng phong.
Cấp bão (Nhật Bản): 95 hải lý / 1 giờ - bão cuồng phong. Áp suất:930 mbar (hPa).
Cấp bão (Hoa Kỳ): 140 hải lý / 1 giờ - siêu bão cấp 5.

### Áp thấp nhiệt đới JMA TD 31
Cấp bão (Việt Nam): cấp 6 ~ cấp 7 - áp thấp nhiệt đới.
Cấp bão (Nhật Bản): 25 hải lý / 1 giờ - áp thấp nhiệt đới. Áp suất:1002 mbar (hPa).
Cấp bão (Hoa Kỳ): <25 hải lý / 1 giờ - vùng đối lưu nhiệt đới mức cao (lốc xoáy nhiệt đới đang hình thành)

### Bão Mirinae (Santi) (Bão số 11)
Cấp bão (Việt Nam): cấp 13 - bão cuồng phong.
Cấp bão (Nhật Bản): 80 hải lý / 1 giờ - bão cuồng phong. Áp suất:955 mbar (hPa).
Cấp bão (Hoa Kỳ): 90 hải lý / 1 giờ - bão cuồng phong cấp 2.

### Áp thấp nhiệt đới 24W (Tino)
Cấp bão (Việt Nam): cấp 6 ~ cấp 7 - áp thấp nhiệt đới.
Cấp bão (Nhật Bản): 30 hải lý / 1 giờ - áp thấp nhiệt đới. Áp suất:1006 mbar (hPa).
Cấp bão (Hoa Kỳ): 25 hải lý / 1 giờ - áp thấp nhiệt đới.

### Áp thấp nhiệt đới 25W
Cấp bão (Việt Nam): cấp 7 - áp thấp nhiệt đới.
Cấp bão (Nhật Bản): 30 hải lý / 1 giờ - áp thấp nhiệt đới. Áp suất:1000 mbar (hPa).
Cấp bão (Hoa Kỳ): 45 hải lý / 1 giờ - bão nhiệt đới.

### Áp thấp nhiệt đới Urduja
Cấp bão (Việt Nam): cấp 7 - áp thấp nhiệt đới.
Cấp bão (Nhật Bản): 30 hải lý / 1 giờ - áp thấp nhiệt đới. Áp suất:1002 mbar (hPa).
Cấp bão (Hoa Kỳ): 30 hải lý / 1 giờ - áp thấp nhiệt đới.

### Bão Nida (Vinta)
Cấp bão (Việt Nam): cấp 17 - bão cuồng phong.
Cấp bão (Nhật Bản): 115 hải lý / 1 giờ - bão cuồng phong. Áp suất:905 mbar (hPa).
Cấp bão (Hoa Kỳ): 150 hải lý / 1 giờ - siêu bão cấp 5.

### Áp thấp nhiệt đới JMA TD 37
Cấp bão (Việt Nam): cấp 7 - áp thấp nhiệt đới.
Cấp bão (Nhật Bản): 30 hải lý / 1 giờ - áp thấp nhiệt đới. Áp suất:1004 mbar (hPa).
Cấp bão (Hoa Kỳ): <25 hải lý / 1 giờ - vùng đối lưu nhiệt đới mức cao (lốc xoáy nhiệt đới đang hình thành).

### Áp thấp nhiệt đới 28W
Cấp bão (Việt Nam): cấp 6 ~ cấp 7 - áp thấp nhiệt đới.
Cấp bão (Nhật Bản): 25 hải lý / 1 giờ - áp thấp nhiệt đới. Áp suất:1000 mbar (hPa).
Cấp bão (Hoa Kỳ): 35 hải lý / 1 giờ - bão nhiệt đới.

### Áp thấp nhiệt đới 29W
Cấp bão (Việt Nam): cấp 5 - vùng thấp.
Cấp bão (Nhật Bản): 25 hải lý / 1 giờ - áp thấp nhiệt đới. Áp suất:1008 mbar (hPa)
Cấp bão (Hoa Kỳ): 25 hải lý / 1 giờ - áp thấp nhiệt đới.

## Tên gọi của bão

### Tên quốc tế
Các xoáy thuận nhiệt đới được đặt tên theo danh sách bên dưới do Trung tâm khí tượng khu vực chuyên biệt ở Tokyo, Nhật Bản, khi một xoáy thuận đạt đến độ mạnh của bão. Các tên gọi do các thành viên của ESCAP/WMO Typhoon Committee đề xuất. Mỗi nước trong số 14 nước và vùng lãnh thổ thành viên đưa ra 10 tên gọi, được sử dụng theo thứ tự ABC, bằng tên tiếng Anh của quốc gia đó. Sau đây là 24 tên gọi dự kiến sẽ đặt cho các cơn bão năm 2013.
| - Kujira (0901) - Chan-hom (0902) - Linfa (0903) - Nangka (0904) | - Soudelor (0905) - Molave (0906) - Goni (0907) - Morakot (0908) | - Etau (0909) - Vamco (0910) - Krovanh (0911) - Dujuan (0912) | - Mujigae (0913) - Koppu (0914) - Choi-wan (0915) - Ketsana (0916) | - Parma (0917) - Melor (0918) - Nepartak (0929) - Lupit (0920) | - Mirinae (0921) - Nida (0922) |

### Số hiệu cơn bão tại Việt Nam
Ở Việt Nam một cơn bão được đặt số hiệu khi nó đi vào vùng thuộc phạm vi theo dõi của Trung tâm Dự báo Khí tượng Thủy văn Trung ương Quốc gia được xác định trên biển Đông phía Tây kinh tuyến 120 độ kinh Đông và phía bắc vĩ tuyến 10 độ vĩ Bắc. Số hiệu của bão được đặt theo số thứ tự xuất hiện của nó trong năm ví dụ: Bão số 1, bão số 2,...
Dưới đây là các cơn bão đã được Trung tâm Dự báo Khí tượng Thủy văn Trung ương Quốc gia Việt Nam đặt số hiệu trong năm 2009: (kèm vùng đổ bộ)
| - Bão số 1 (Chan-hom) (ra khỏi biển Đông) - Bão số 2 (Linfa) (đổ bộ Nam Trung Quốc) - Bão số 3 (Nangka) (đổ bộ Nam Trung Quốc) - Bão số 4 (Soudelor) (đổ bộ Quảng Ninh) - Bão số 5 (Molave) (đổ bộ Nam Trung Quốc) - Bão số 6 (Goni) (đổ bộ Nam Trung Quốc) - Bão số 7 (Mujigae) (đổ bộ phía Nam tỉnh Ninh Bình) - Bão số 8 (Koppu) (đổ bộ Nam Trung Quốc) - Bão số 9 (Ketsana) (đổ bộ phía Bắc tỉnh Quảng Ngãi) - Bão số 10 (Parma) (đổ bộ Nam Định) - Bão số 11 (Mirinae) (đổ bộ phía Bắc tỉnh Khánh Hòa) |

### Tên địa phương của Philippine

Khi một xoáy thuận nhiệt đới đi vào khu vực PAGASA theo dõi sẽ được đặt tên bằng danh sách tên bão riêng của họ

Cơ quan PAGASA sử dụng chương trình đặt tên riêng của mình cho cơn bão nhiệt đới trong khu vực theo dõi của họ. PAGASA đặt tên cho áp thấp nhiệt đới đã hình thành trong khu vực theo dõi của mình và bất kỳ cơn bão nhiệt đới có thể di chuyển vào khu vực theo dõi của họ, nên danh sách các tên trong năm đó bị sử dụng hết, tên sẽ được lấy từ một danh sách phụ trợ, các bão đầu tiên được xuất bản mỗi năm trước khi mùa bão bắt đầu. Tên còn lập lại (chưa bị khai tử) từ danh sách này sẽ được sử dụng một lần nữa trong mùa bão năm 2013. Đây là danh sách tương tự được sử dụng trong mùa bão 2005, với ngoại lệ có Urduja thay thế tên Undang. Tên mà chưa được sử dụng hay sẽ sử dụng được đánh dấu  màu xám (chưa sử dụng). 
| - Auring - Bising - Crising - Dante (0901) - Emong (0902) | - Feria (0904) - Gorio (0905) - Huaning (06W) - Isang (0906) - Jolina (0907) | - Kiko (0908) - Labuyo (0912) - Maring (0913) - Nando (0914) - Ondoy (0916) | - Pepeng (0917) - Quedan (0918) - Ramil (0920) - Santi (0921) - Tino (24W) | - Urduja (27W) - Vinta (0922) - Wilma (chưa sử dụng) - Yolanda (chưa sử dụng) - Zoraida (chưa sử dụng) |

Auxiliary list

| - Alamid (chưa sử dụng) - Bruno (chưa sử dụng) | - Conching (chưa sử dụng) - Dolor (chưa sử dụng) | - Ernie (chưa sử dụng) - Florante (chưa sử dụng) | - Gerardo (chưa sử dụng) - Hernan (chưa sử dụng) | - Isko (chưa sử dụng) - Jerome (chưa sử dụng) |